# 마이클 에스퍼
마이클 에스퍼(Michael Esper, 1976년 12월 1일 ~ )는 미국의 배우, 연극 배우, 텔레비전 배우이다.
뉴욕에서 태어났다.

## 방송
- 트러스트
- 오리지널 씬
- 셰이즈 오브 블루
- 너스 재키 시즌7
- 너스 재키 시즌6

## 영화
- 벤 이즈 백 (2018년) - 클레이튼 역
- 더 드롭 (2014년)
- 브로드웨이 이디엇 (2013년)
- 닥터 제이슨 (2013년) - 닥터 케네스 역
- 프란시스 하 (2012년) - 댄 역
- 왓칭 티비 위드 더 레드 차이니즈 (2011년)
- 올 굿 에브리씽 (2010년) - 시장 역
- 로저헤드 (2005년)